# Crozantais
Le crozantais (endonyme : patoué de Crôzint) est une variété de marchois, qui est essentiellement parlée à Crozant, dans le Croissant linguistique, une aire de transition des domaines oïl et oc dans le centre de la France métropolitaine.

## Situation sociolinguistique
Le parler croissantin de Crozant est pratiqué par moins d'une cinquantaine de locuteurs et est aujourd'hui en voie de disparition. Selon Anne-Marie Martin-Guerre, traductrice du Petit Prince en saint-pantaléonnien, il a une intelligibilité mutuelle entre cette variété et le crozantais voisin.

## Étude linguistique
Dans le cadre de deux projets gérés par l'Agence nationale de la recherche portant sur « les parlers du Croissant » et la « caractérisation linguistique et environnementale d’une aire de transition  »,,, Amélie Deparis fait paraître une grammaire descriptive de la variété en 2024. Son étude, dont les données sont récoltées entre 2019 et 2023 repose sur des locuteurs natifs.

## Exemples lexicaux
| Crozantais | Français |
| ---------- | -------- |
| abri       | abri     |
| anas       | anneau   |
| asne       | âne      |
| âuche      | oie      |
| chinnh     | chien    |
| dé         | doigt    |
| étoale     | étoile   |
| eúie       | œil      |
| femne      | femme    |
| istoère    | histoire |
| man        | main     |
| mòton      | mouton   |
| ome        | homme    |
| piace      | place    |
| vache      | vache    |

## Littérature
Une traduction du Petit Prince d’Antoine de Saint-Exupéry dans cette variété est publiée en 2020. L’entreprise est menée à bien grâce à la collaboration de Rolande Moreau, ancienne institutrice originaire de Crozant, et d’Amélie Deparis, doctorante en sciences du langage et cartographe. Toutes deux contribuent à la mise en forme et à la transmission écrite du parler crozantais, offrant ainsi à ce dernier un vecteur de visibilité inédit à travers la traduction d’une œuvre connue. Cette initiative reçoit le soutien scientifique et éditorial de Nicolas Quint, directeur de recherches au Centre national de la recherche scientifique (CNRS). Après les versions drablésienne et fursacoise, cette nouvelle adaptation vient enrichir le corpus des traductions en parlers locaux de la Creuse. Cette initiative, rendue possible dans un contexte particulier — celui des confinements liés à la pandémie de Covid-19 — bénéficie d’une dynamique inattendue : le ralentissement de la vie sociale favorise la réappropriation et la documentation des parlers vernaculaires.

### Publications générales
- [Boula de Mareüil, Adda et Lamel 2021] Philippe Boula de Mareüil, Gilles Adda et Lori Lamel, « Comparaison dialectométriques de parlers du Croissant avec d'autres parlers d'oc et d'oïl », dans Louise Esher, Maximilien Guérin, Nicolas Quint et Michela Russo, Le Croissant linguistique entre oc, oïl et francoprovençal : des mots à la grammaire, des parlers aux aires, Paris, L'Harmattan, 2021, 376 p. (ISBN 978-2-343-23050-4, lire en ligne).
- [Quint 2023] Nicolas Quint, « Les parlers du Croissant : un aperçu des actions actuelles de documentation et de promotion d'un patrimoine linguistique menacé », dans Annie Rialland et Michela Russo, Les langues régionales de France Nouvelles approches : nouvelles méthodologies, revitalisation, vol. 1, Paris, Société de linguistique de Paris, 2023, 292 p. (ISBN 978-2957089420, lire en ligne), p. 213-245.

### Publications spécialisées
- [Deparis 2019] Amélie Deparis, « Le crozantais : quelques caractéristiques marquantes d’un parler oc-oïl du Croissant », shs.hal.science,‎ 15 mars 2019 (HAL halshs-02177540, lire en ligne , consulté le 28 mars 2025).
- [Deparis 2022] Amélie Deparis, « Les parlers du croissant et le défi d’enquêter à la limite des zones oc et oïl : l’exemple du crozantais », dans Publications de l'Association internationale d'études occitanes, vol. 14, Turnhout, Brepols, janvier 2022, 297–310 p. (ISBN 978-2-503-59640-2, DOI 10.1484/m.paieo-eb.5.126428 , lire en ligne).
- [Deparis 2024] Amélie Deparis, Grammaire du parler croissantin de Crozant (Creuse), Paris, L'Harmattan, coll. « Les parlers du Croissant », 2024, 206 p. (ISBN 978-2-336-47535-6, présentation en ligne).

### Publications littéraires
- [Moreau, Deparis et Quint 2020] Rolande Moreau (trad.), Amélie Deparis (éd.) et Nicolas Quint (rel.), Le P’tit Prince : Traduction en crozantais (Crozant, Creuse) du « Petit Prince » d’Antoine de Saint-Exupéry, Neckarsteinach, Tintenfaß, 2020 (ISBN 978-3-947994-52-6, présentation en ligne).